# Покаяние
 За грузинския филм вижте Покаяние (филм).  
Покаянието е съжаление за предишни грешни действия, искрено съжаление за допуснатите грешки и обещание за промяна към по-добро. Покаянието играе основна роля в повечето религии, без него са невъзможни духовното развитие, приближаването към Бога и спасението.
Буда казва, че благородните хора са два вида, – такива, които никога не грешат, не правят дори обикновени грешки и живеят свят живот; и такива, които грешат, но после се разкайват.
Арабската дума „tawbah“ (разкаяние), използвана в Корана, буквално означава „завръщане“. Според исляма покаянието има силата да изкупва греховете и дава възможност на човека да отиде в рая.
| „                | О, вярващи, покайте се пред Аллах с искрено покаяние и вашият Господ ще отмахне от вас прегрешенията и ще ви въздаде в Градините, сред които реки текат, в Деня, в който Аллах не ще посрами Пророка и вярващите заедно с него. Светлината им ще се устремява пред тях и в десниците им [отвсякъде]. Ще казват: „Господи, придай ни още светлина и ни опрости! Ти над всяко нещо имаш сила.“ | “ |
| (Ат-Тахрим 66:8) | |   |

Думата, използвана на гръцки език в Новия Завет е μετάνοια (metanoia); гръцкият глагол за „разкайвам се“ е μετανοῶ, съкратено от μετανο-έω (metano-eo). Например в евангелието от св. ап. Марк думите на Исус Христос гласят:
| „           | Времето се изпълни и Божието царство наближи; покайте се и повярвайте в благовестието. | “ |
| (Марк 1:15) |                                                                                        |   |